# 最勝寺 (山梨県富士川町)

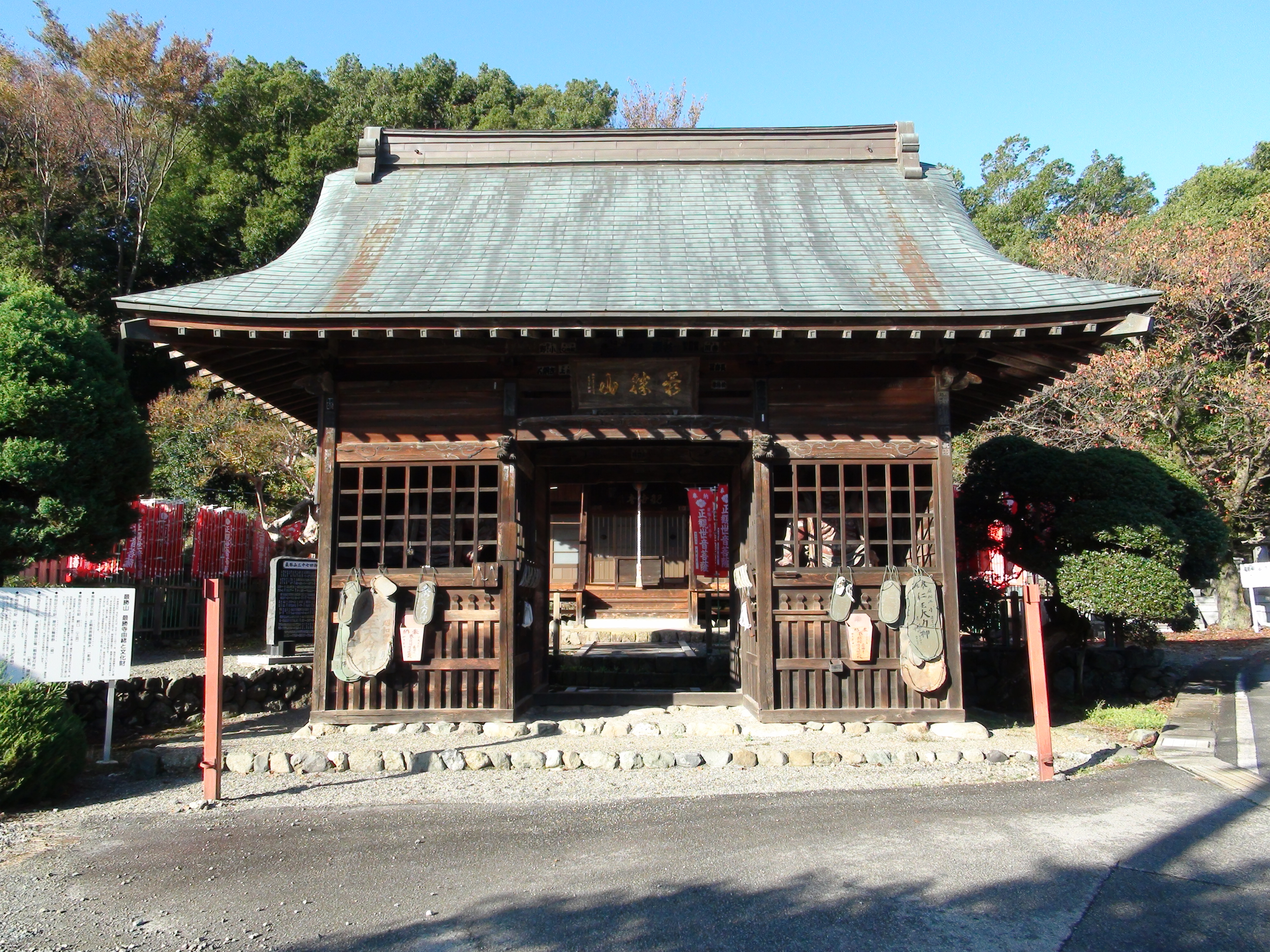
仁王門（2014年11月3日撮影）

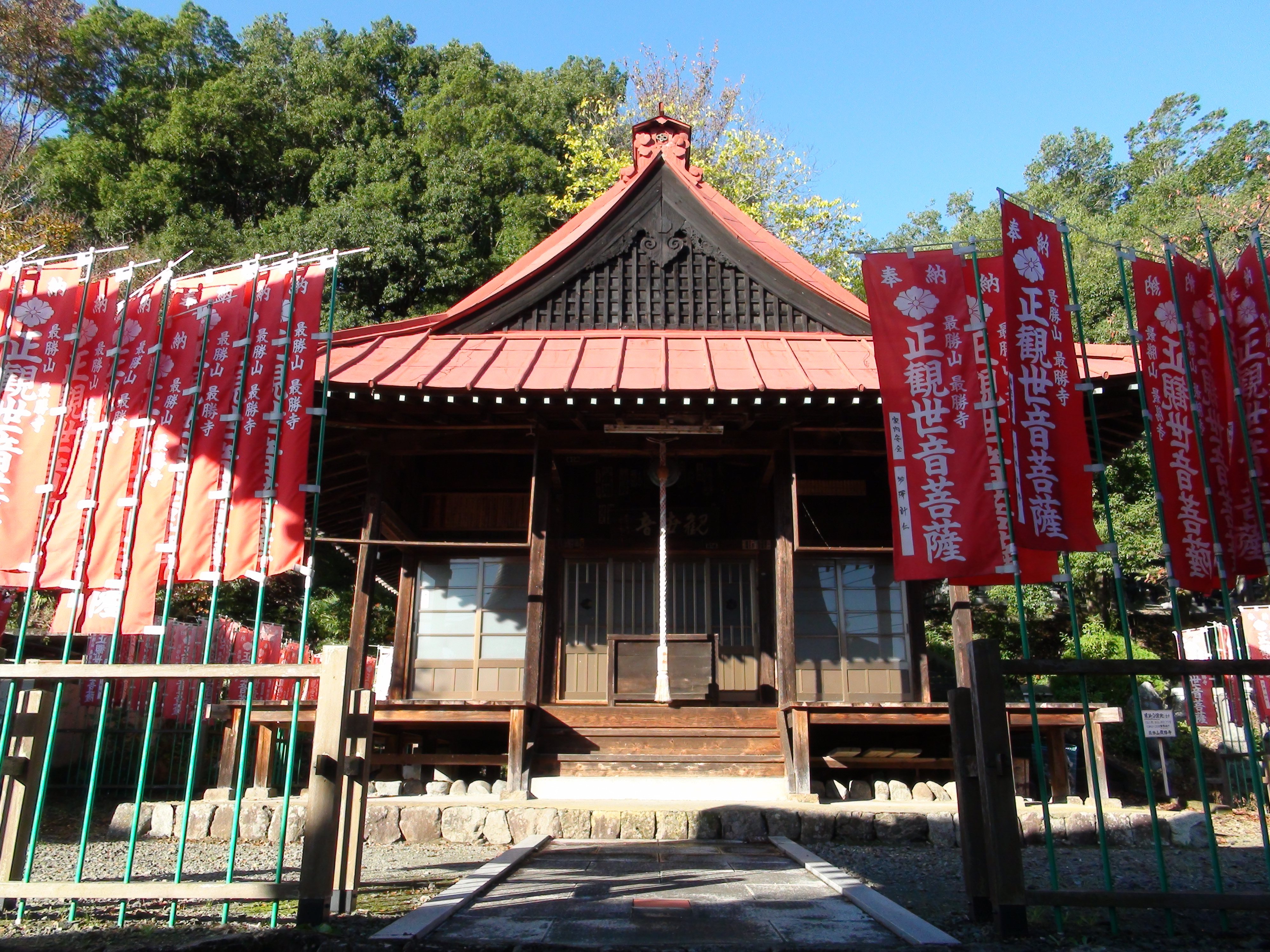
観音堂（2014年11月3日撮影）

最勝寺（さいしょうじ）は、山梨県南巨摩郡富士川町最勝寺にある高野山真言宗の寺院。山号は最勝山。本尊は聖観音菩薩。

## 歴史
巨摩郡大井郷に成立した大井荘域に属する。江戸時代の由緒によれば、748年（天平20年）聖武天皇の勅願により奈良西大寺の「忍正」が開祖となって開創され、行基により観音像が安置され、弘仁年間（810年〜824年）真言宗の寺院となったという。「忍正」は鎌倉時代の真言僧忍性であると推定されている。
江戸時代には江戸幕府の歴代将軍から朱印状が与えられていた。

## 文化財

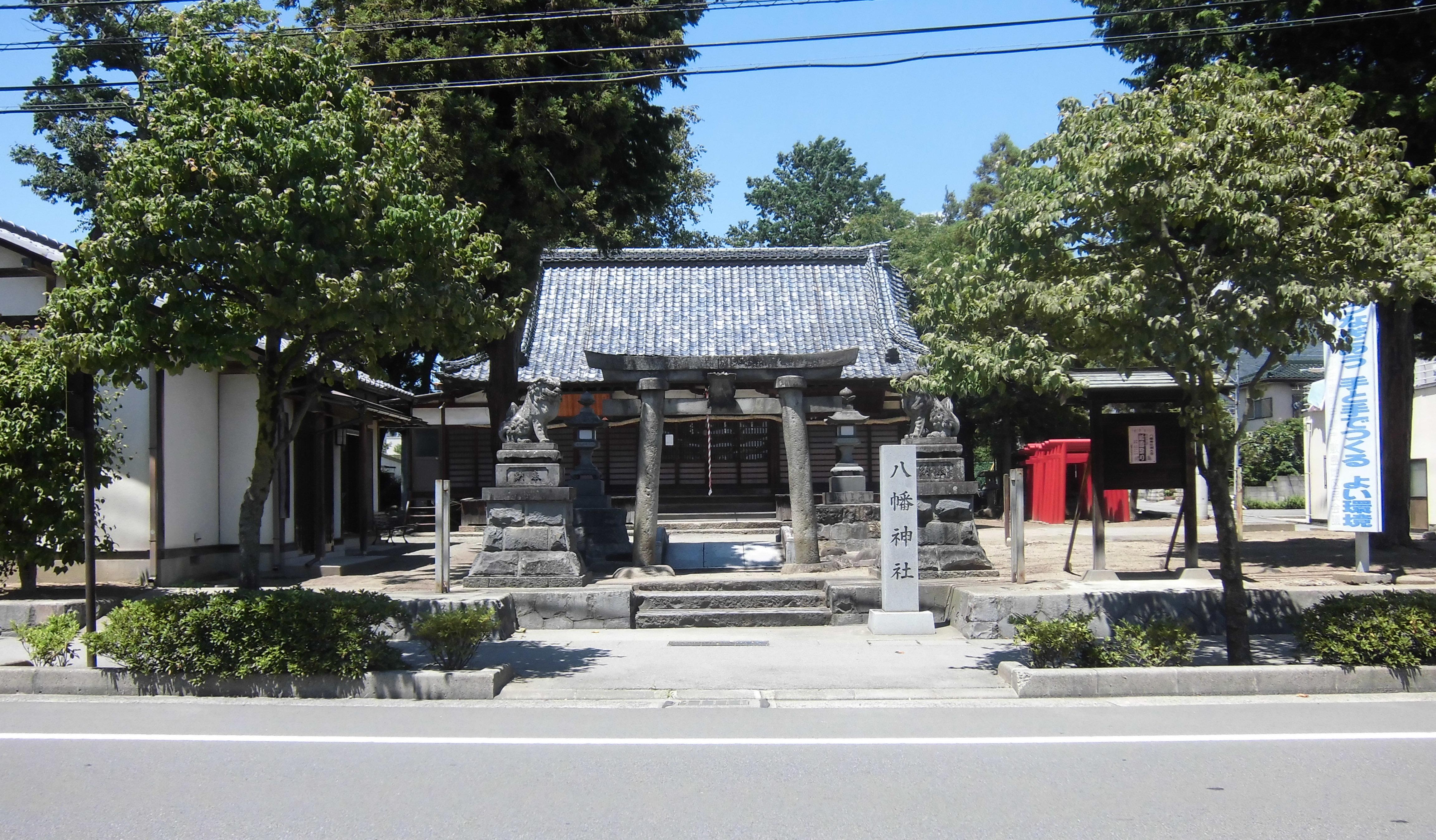
甲斐市島上条の八幡神社

- 山梨県指定文化財
  - 正観音菩薩像版木
  - 鰐口

室町時代の甲斐国守護・武田信重が志摩荘内・上条郷（甲斐市島上条）に鎮座する八幡神社に奉納した鰐口。嘉吉3年（1443年）12月晦日の年記を有する。

## 所在地
- 山梨県南巨摩郡富士川町最勝寺2016-1